# ただいま勉強中
『ただいま勉強中』（ただいまべんきょうちゅう）は、辻灯子による日本の4コマ漫画作品。
作者は当作を含めてこれまで『ただいま○○中』という似通った名称の作品を3作発表しているが、作中の世界観はそれぞれ全く別であり、他の作品の登場人物が描かれるような互換性は無い。

## 作品概要
とある山奥にある女子校に通う主人公「江端由良」とその学友達で繰り広げられるドタバタコメディ。「女子高生」や「百合」っぽい表現など今までの辻灯子作品には珍しい「萌え」的な要素が全面に押し出された作品である。
『まんがホーム』（芳文社）にて2006年9月号へのゲスト掲載を経て10月号より2007年1月号まで連載された。その後、同社の『まんがタイムジャンボ』（2007年1月号から2010年2月号まで毎月連載）、『まんがタイムラブリー』（2007年3月号から2008年9月号まで隔月、2008年11月号から2009年3月号まで毎月連載）、『まんがタイムオリジナル』（2009年7月号から2010年2月号まで毎月連載）にも掲載。辻灯子作品には珍しく複数同時掲載であったが3巻あとがきによればA誌でレギュラーとなっていたキャラクターをB誌に登場させると担当編集からクレームが入り初めからやり直しとなり、キャラクターの使回しで相当もめたらしい。

### 舞台
私立うらら女子高等学校
主人公たちが通う女子校。山奥にあるためスクールバスが通っている。偏差値は不明だがそれほど高くない。制服は上下とも白のセーラー服で、とても清潔感があることと、エレベーターホールや特待生などの寮生の施設が充実している様子が窺えることから、所謂「お嬢様学校」である模様。
理事長室に盗聴器を仕込んだり、試験の結果をトトカルチョのネタにするなど問題のある教師が多い。

## 登場人物

### 学校内
江端 由良（えばた ゆら）
本編の主人公。普通科1年4組、出席番号2番。
眼鏡っ娘。一生懸命だけどその努力は報われない。勉強・運動共に赤点ライン。長年通うも昇級できない合気道教室を辞めようと思うも、「辞めます」の一言が言い出せなく10年になるなど優柔不断の面があり、別の意味で「ほっとけないタイプ」。人の名前と顔が一致しないなど人付き合いは苦手。そのこともあって小・中学校を通じてイジメの対象となっていたが、本人は飛鳥に指摘されるまで全く気がついていなかった。ボタン一つ押すことすら恐怖を感じるほど深刻な機械オンチ。数少ない長所は「体が丈夫」で、父いわく「山の天辺から転がり落ちても笑ってるコ」。
父の名前は為作。母と共に農業を営んでいる。由良を含め3人家族にしては里芋、みかん、栗、米、トマトなど手広くやっている模様。
風間 飛鳥（かざま あすか）
由良のクラスメイト。出席番号7番の学級委員。
由良の幼なじみで片道30分の隣に住んでいる。他のクラスメイトと違って勉強、スポーツともそつなくこなせる美少女。
ほとんど家では勉強せず教科書ももって帰らないのだが、気まぐれに本気をだすと県内でもトップクラスとなる。読書家で海外ミステリー好き。美容院代を削ってもハードカバーの最新巻を買っている。また幼い頃東京に住んでいたことがあるわりに、自然に詳しい。
性格は「一生懸命にやっている人の顔を見ると笑っちゃう」、「スポーツの爽やかなかけ声が苦手」などの天邪鬼な面がある。朝は低血圧でほとんど意識が無い。うさぎが大好き。
引っ越した先の小学校で由良をイジメから救ったが、それは由良のためではなく自分の沽券の問題からだという。
江端家とは付き合いが良く、特に由良の母が持病の腰痛でダウンすると一家の助っ人になる。ただし報酬として収穫物をいただくことも忘れない。
母子5人暮らし。父とは幼い頃に死別し、母がスナックで働いて生計を立ててきた（現在は姉も加わる）。「光世」というバツイチの姉とその娘、また「沙樹」という中学生の妹がいる。由良いわく全員美人。
杜葉菜子（もり はなこ）
由良のクラスメイト。出席番号21番。
バレー部所属。ポジションはリベロの補欠の控えの控え。お調子者でその態度を主に部長の岡田に咎められる。全問選択問題のテストにおいて消しゴムをサイコロに見立てたやりかたで100点を取るなどの強運の持主。エースアタッカー藤堂に夢中で、隠し撮りの写真を手帳に忍ばせるなどその行為はストーカー。好きな物は「いちご牛乳」。
佐久間千里（さくま ちさと）
由良のクラスメイト。出席番号9番。
神秘（オカルト）研究会代表だが千里以外は皆幽霊部員状態。そのオカルト趣味が原因で過去に彼女もいじめられていたらしいが、本人は全く気にしてないようである。またお手製の護符の販売をして小遣い稼ぎをしている模様。
手芸が得意でお手製のぬいぐるみを常に持っている。わりと計算高い。悩みは体重。
山田初音（やまだ はつね）
由良のクラスメイト。出席番号27番の学級委員。
美術部所属。体育の真島先生に密かに恋をしている。結構人使いは荒い。
藤堂美月（とうどう みつき）
学園のスポーツ特待生。体育科2年で和歌山出身の寮生。
バレー部のエースアタッカー。身長180cm、ヅカスターの顔つき、そして優しい性格で人気がある一方、「ガラスのハート」と呼ばれるほど繊細な性格。フリルの寝間着を愛用するなど可愛い物に目がない。飛鳥に対しては密かに「シャルロッテ」と呼んで愛でている。
岡田晶（おかだ あきら）
熊本出身の寮生で、藤堂と同室に住んでいる。
バレー部部長でセッター。藤堂のフリル好きを隠すためなら自らを犠牲にすることも厭わない頼れる主将。
松下・菅井
陸上部2年の寮生。
渡来珠子（わたらい たまこ）
古典の教師で由良のクラス担任で担任は由良のクラスが初めて。生徒たちをファーストネームで呼んだり、セーラー服を借りて着用したりしてフレンドリーだが、東京から来て日が浅いらしく、田舎での学園生活にうまく馴染めない様子。愛車はオースティン・ミニ。心配事は体重。
織部 麗（おりべ うらら）
学校の理事の1人で、よく学校に訪れる。理事長の娘で学校と同じ名を持つ。セレブな容姿を持ちながら、「焼きそばパンが美味しい」と言うなど思考や趣味は庶民寄り。祭りの夜店で買ったひよこや金魚を学園に寄付し（押しつけ）たり、カブトムシを飼うためクヌギの木を急遽植えたり公私混同が激しい。またギャグのセンスが飛鳥と同系のようでその点では息が合う。
真島（ましま）
体育教師で女子サッカー部顧問。
たとえ普通科の授業であっても手抜きはしない熱血教師。なにかと体を動かすことに反発する普通科生徒の扱いに苦悩している模様。

### 学校外
島・木村
由良・飛鳥とは小・中学校の同窓の男子。特に島は由良イジメの筆頭であったが、由良は既に2人を忘れかけている。
池田 恭乃
同窓生。飛鳥を敵視しているが、別々の学校に進学した現在でも、態度・成績面で飛鳥にあしらわれている。この経緯は由良すら覚えているほど。

## コミックス
芳文社のまんがタイムコミックスから全3巻が発売されている。
1. 2008年 ISBN 978-4-8322-6641-4
2. 2009年 ISBN 978-4-8322-6750-3
3. 2010年 ISBN 978-4-8322-6829-6